# Romanian International 1998
Die Romanian International 1998 fanden Mitte Oktober 1998 statt. Es war die fünfte Austragung dieser internationalen Meisterschaften von Rumänien im Badminton.

## Medaillengewinner
| Disziplin    | Gold                              | Silber                                | Bronze                          |
| ------------ | --------------------------------- | ------------------------------------- | ------------------------------- |
| Herreneinzel | Konstantin Dobrev                 | Florin Posteucă                       | Luben Panov                     |
| Herreneinzel | Konstantin Dobrev                 | Florin Posteucă                       | Kristóf Horváth                 |
| Dameneinzel  | Csilla Fórián                     | Alexandra Olariu                      | Adina Posteucă                  |
| Dameneinzel  | Csilla Fórián                     | Alexandra Olariu                      | Krisztina Ádám                  |
| Herrendoppel | Konstantin Dobrev Asparuch Nedkov | Daniel Cojocaru George Constantinescu | Vincent Dusnoki Florin Posteucă |
| Herrendoppel | Konstantin Dobrev Asparuch Nedkov | Daniel Cojocaru George Constantinescu | Richárd Bánhidi Viktor Cseti    |
| Damendoppel  | Diana Koleva Raina Tzvetkova      | Carmen Blanaru Alina Pitu             | Krisztina Ádám Csilla Fórián    |
| Damendoppel  | Diana Koleva Raina Tzvetkova      | Carmen Blanaru Alina Pitu             | Eleonora Gheju Adina Posteucă   |
| Mixed        | Konstantin Dobrev Diana Koleva    | Florin Posteucă Adina Posteucă        | Daniel Cojocaru Alina Pieptu    |
| Mixed        | Konstantin Dobrev Diana Koleva    | Florin Posteucă Adina Posteucă        | Asparuch Nedkov Raina Tzvetkova |